# USS Monssen (DD-436)
USS Monssen (DD-436) là một tàu khu trục lớp Gleaves được Hải quân Hoa Kỳ chế tạo trong Chiến tranh Thế giới thứ hai. Nó đã hoạt động trong Thế Chiến II cho đến khi bị đánh chìm trong trận Hải chiến Guadalcanal năm 1942. Nó là chiếc tàu chiến đầu tiên của Hải quân Hoa Kỳ được đặt theo tên Đại úy Hải quân Mons Monssen (1867-1930), người được tặng thưởng Huân chương Danh dự do chiến đấu dũng cảm trên thiết giáp hạm USS Missouri (BB-11) vào năm 1904.

## Thiết kế và chế tạo
Monssen được chế tạo tại Xưởng hải quân Puget Sound. Nó được đặt lườn vào ngày 12 tháng 7 năm 1939; được hạ thủy vào ngày 16 tháng 5 năm 1940, và được đỡ đầu bởi bà Mons Monssen, vợ góa Đại úy Monssen. Con tàu được cho nhập biên chế cùng Hải quân Hoa Kỳ vào ngày 14 tháng 3 năm 1941 dưới quyền chỉ huy của Thiếu tá Hải quân R. N. Smoot.

## Lịch sử hoạt động

### Đại Tây Dương
Sau khi hoàn tất chạy thử máy và huấn luyện, Monssen trình diện để hoạt động cùng Hạm đội Đại Tây Dương vào ngày 27 tháng 6 năm 1941 trong thành phần Đội khu trục 22. Trong năm tháng tiếp theo sau, nó hoạt động tại vùng biển Tây Bắc Đại Tây Dương từ vùng bờ biển New England cho đến Iceland trong nhiệm vụ Tuần tra Trung lập. Những hoạt động hộ tống và tuần tra chuyển từ trung lập sang đối địch vào ngày 7 tháng 12 năm 1941, khi Nhật Bản bất ngờ tấn công Trân Châu Cảng, và tiếp tục cho đến ngày 9 tháng 2 năm 1942, khi nó đi vào Xưởng hải quân Boston để đại tu và chuẩn bị để được điều động sang Hạm đội Thái Bình Dương.

### Thái Bình Dương

#### Cuộc không kích Doolittle
Vào ngày 31 tháng 3 năm 1942, Monssen đi đến San Francisco để gia nhập Lực lượng Đặc nhiệm 16, và lên đường vào ngày 2 tháng 4. Hướng sang phía Tây, nó hộ tống bảo vệ chống tàu ngầm cho Hornet (CV-8), khi chiếc tàu sân bay bí mật hướng sang chính quốc Nhật Bản với 16 máy bay ném bom Lục quân B-25 Mitchell trên tàu nhằm tham gia một cuộc ném bom Tokyo; Phó đô đốc William F. Halsey trên tàu sân bay Enterprise (CV-6) đã gặp gỡ lực lượng đặc nhiệm ngoài khơi Midway. Cuộc không kích dưới quyền chỉ huy của Trung tá Jimmy Doolittle bắt đầu vào sáng sớm ngày 18 tháng 4, ở khoảng cách 600 dặm (970 km) về phía Đông Tokyo, nhắm đến các mục tiêu Tokyo, Nagoya, Osaka và Kobe.

#### Trận Midway
Sau khi máy bay cất cánh, lực lượng đặc nhiệm nhanh chóng rút lui về Trân Châu Cảng; để rồi lại lên đường vào ngày 30 tháng 4 với hy vọng kịp hỗ trợ cho các tàu sân bay Yorktown (CV-5) và Lexington (CV-2) trong Trận chiến biển Coral. Đi đến nơi sau khi trận chiến đã kết thúc, lực lượng quay trở về Trân Châu Cảng, đến nơi vào ngày 26 tháng 5, để rồi lại khởi hành hai ngày sau đó, lần này là để đến Midway để đánh trả một đợt tấn công khác dự kiến nhằm vào đảo này. Đến ngày 2 tháng 6, Lực lượng Đặc nhiệm 16 gặp gỡ Lực lượng Đặc nhiệm 17 tại một vị trí cách 350 mi (560 km) về phía Đông Bắc Midway. Đến ngày 4 tháng 6, Trận Midway nổ ra khi máy bay từ các tàu sân bay Nhật tấn công các căn cứ trên đảo; sang ngày 7 tháng 6, phía Đồng Minh chiến thắng một trong những trận mang tính quyết định trong lịch sử, đánh chìm bốn tàu sân bay và một tàu tuần dương hạng nặng đối phương, với cái giá tổn thất tàu khu trục Hammann (DD-412) và tàu sân bay Yorktown, làm đổi chiều cả cuộc chiến tại Thái Bình Dương.

#### Chiến dịch quần đảo Solomon
Sau trận Midway, lực lượng ở lại Trân Châu Cảng trong một tháng trước khi lại lên đường, đi ngang qua quần đảo Tonga để hướng đến khu vực quần đảo Solomon còn do quân Nhật chiếm giữ. Vào ngày 7 tháng 8, họ ở cách mục tiêu dự định, Guadalcanal và Tulagi, 40 nmi (74 km); rồi trong các ngày 7 và 8 tháng 8, Monssen cùng Buchanan (DD-484) trực chiến ngoài khơi Gavutu và Tanambogo, tuần tra chung quanh các hòn đảo và bắn pháo hỗ trợ cho các đơn vị thuộc Trung đoàn 2 Thủy quân Lục chiến, khi Hải quân Hoa Kỳ tiến hành cuộc đổ bộ phản công chủ yếu đầu tiên tại Mặt trận Thái Bình Dương. Nó sau đó được phân về lực lượng hộ tống canh phòng lối tiếp cận phía Đông qua các eo biển Sealark, Lengo và Nggela.
Monssen tiếp tục ở lại khu vực này trong lúc diễn ra Trận Đông Solomons, vốn đã ngăn cản phía Nhật Bản gửi lực lượng tăng viện đến Guadalcanal, rồi đảm nhận vai trò tuần tra dọc các tuyến đường biển đến Guadalcanal. Đến cuối tháng, Saratoga (CV-3) bị hư hại do trúng ngư lôi, và nó là một trong những chiếc đã hộ tống chiếc tàu sân bay rút lui về quần đảo Tonga.

#### Trận hải chiến Guadalcanal
Monssen quay trở lại Guadalcanal vào ngày 18 tháng 9, đảm bảo cho tuyến đường tiếp liệu của phía Đồng Minh đồng thời ngăn chặn các nỗ lực tăng viện của Nhật Bản. Vào ngày 8 tháng 11, nó khởi hành từ Nouméa cùng hai tàu tuần dương và hai tàu khu trục khác như là Đội đặc nhiệm 67.4, dưới quyền chỉ huy của Chuẩn đô đốc Daniel J. Callaghan, làm nhiệm vụ hộ tống các tàu vận tải chuyển binh lính tăng viện cho lực lượng Thủy quân Lục chiến tại Guadalcanal. Cùng lúc đó, một đoàn tàu vận tải khác cũng khởi hành từ Espiritu Santo, được bảo vệ bởi một tàu tuần dương và bốn tàu khu trục dưới quyền Chuẩn đô đốc Norman Scott. Đi đến ngoài khơi Lunga Point vào ngày 12 tháng 11, một ngày sau đội xuất phát từ Espiritu Santo, họ tiến hành chất dỡ. Đến chiều tối, khi có báo cáo về sự di chuyển của lực lượng Nhật Bản từ hướng Truk, 90% các tàu vận tải đã chất dỡ xong hàng hóa, bất chấp các cuộc tấn công của máy bay ném bom-ngư lôi đối phương vào xế trưa, vốn đã làm hỏng dàn radar điều khiển hỏa lực của Monssen. Các tàu vận tải được cho rút ra, rút lui qua eo biển Lengo, và an toàn trong chặng quay trở về Espiritu Santo.
Lực lượng của đô đốc Callaghan, vốn bị áp đảo về số lượng ngay cả khi được tăng cường bởi lực lượng của đô đốc Scott, sau đó quay mũi trở lại để đối đầu với lực lượng tàu nổi Nhật Bản, trong cuộc đụng độ được mang tên trận Hải chiến Guadalcanal. Lúc 01 giờ 40 phút ngày 13 tháng 11, họ bắt gặp hạm đội đối phương dưới quyền Phó đô đốc Hiroaki Abe, ở cách 3 nmi (5,6 km) về phía Bắc Kukum. Đối phương đang hướng đến sân bay Henderson để bắn phá nhằm khống chế hoạt động của Không lực Đồng Minh tại đây, đủ lâu để 11 tàu vận tải của họ tăng cường cho lực lượng Nhật Bản đang trú đóng tại Guadalcanal.
Trận đụng độ bắt đầu lúc 01 giờ 50 phút. Đến khoảng 02 giờ 20 phút, buộc phải dựa vào thông tin qua vô tuyến và bằng mắt thường, Monssen bị đối phương chiếu sáng và bị bắn trúng khoảng 39 quả đạn pháo, bao gồm ba quả đạn pháo hạng nặng cỡ thiết giáp hạm, trở thành một xác tàu cháy bùng. Hai mươi phút sau, hoàn toàn bất động, lệnh bỏ tàu được đưa ra. Cho đến bình minh, con tàu vẫn tiếp tục nổi; một số thủy thủ quay trở lại tàu và cứu được tám người còn mắc kẹt lại trong lườn tàu, năm người trong số họ vẫn sống sót sau khi lên bờ. Những người sống sót, chiếm 40% thành phần thủy thủ đoàn, được vớt lúc khoảng 08 giờ 00 và được đưa đến Guadalcanal. Bản thân Monssen tiếp tục bùng cháy cho đến xế trưa, khi cuối cùng nó đắm trong eo biển Đáy Sắt.

## Tái khám phá
Xác tàu đắm của Monssen được một nhóm thám hiểm do nhà đại dương học Robert Ballard dẫn đầu khám phá vào năm 1992, cùng với những tàu khác bị đánh chìm trong các trận chiến tại vùng quần đảo Solomon. Xác tàu nằm thẳng đứng dưới đáy biển, các tháp pháo vẫn còn đang xoay sang mạn phải như lúc nó chiến đấu trận chiến sau cùng.

## Phần thưởng
Monssen được tặng thưởng bốn Ngôi sao Chiến trận do thành tích phục vụ trong Thế Chiến II.